# Melierax metabates
L'astore canoro scuro (Melierax metabates Heuglin, 1861) è un uccello rapace della famiglia degli Accipitridi originario dell'Africa subsahariana.

## Etimologia
Melierax deriva dal greco melos e hierax, che significano rispettivamente «una canzone» e «un falco»; metabates viene dal greco metabasis, che significa «differente da», presumibilmente dagli altri astori canori.

## Descrizione

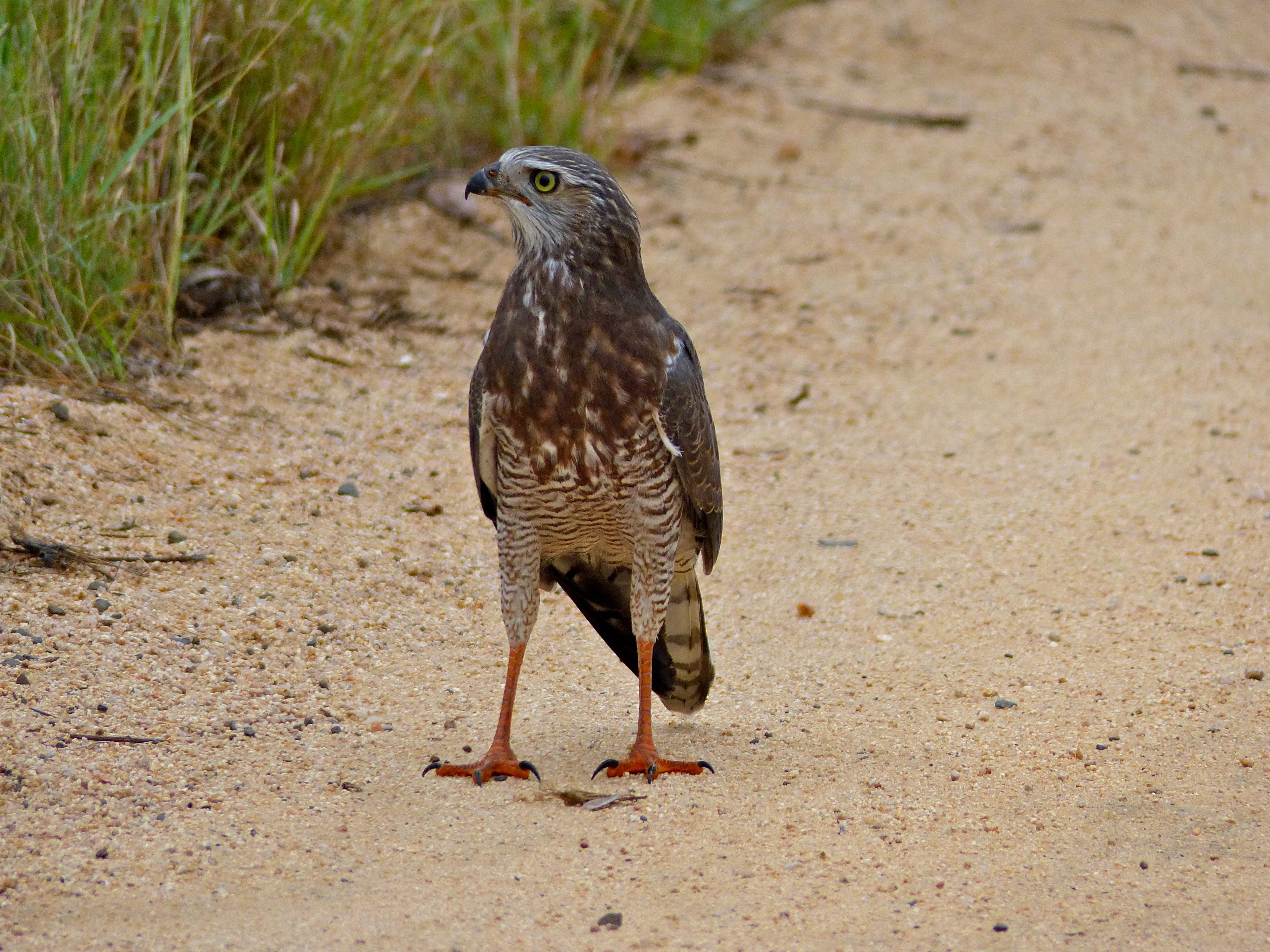
Un giovane.

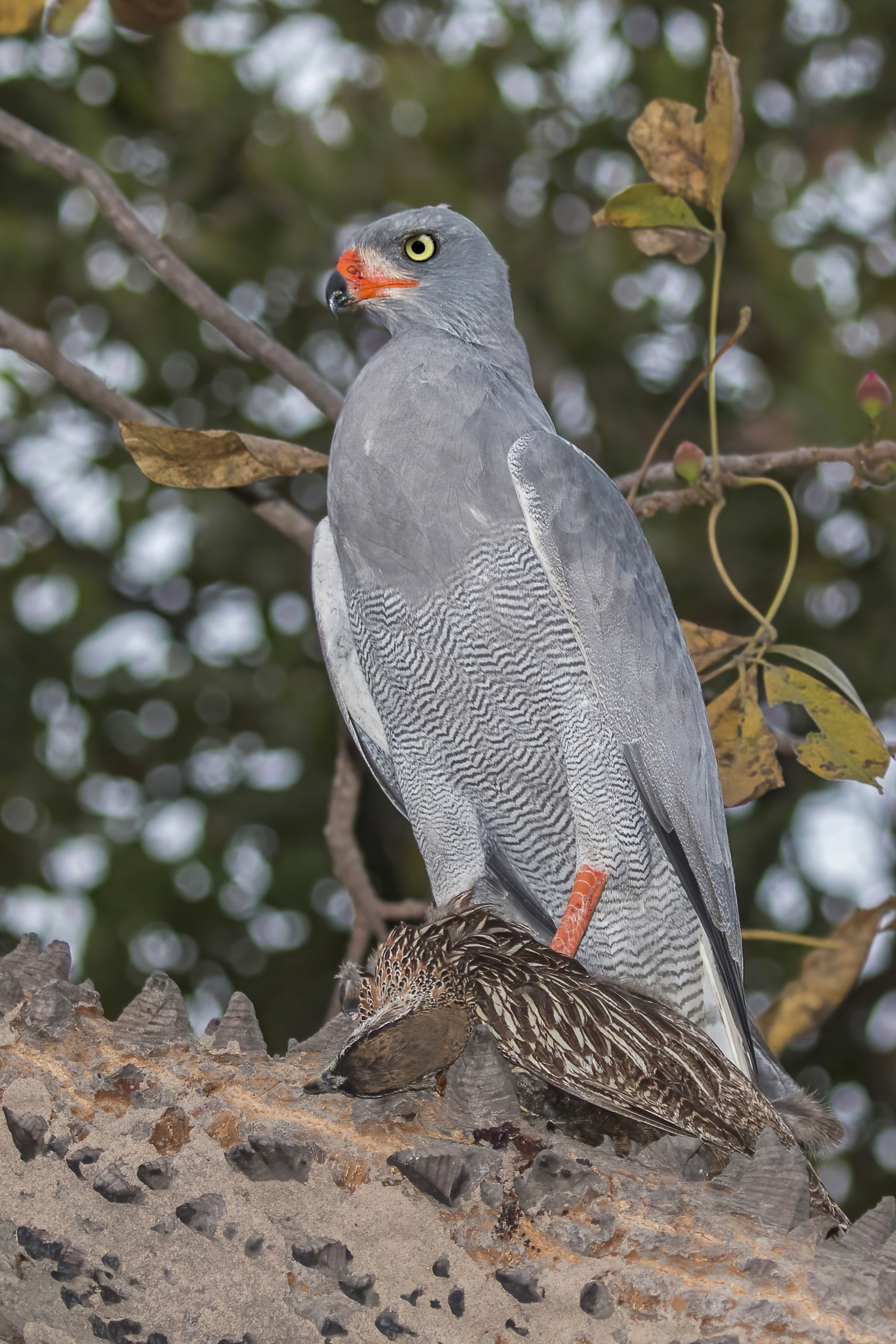
Un M. m. metabates con la preda (un francolino) in Senegal.

### Dimensioni
Misura 42-50 cm di lunghezza, per un peso di 646-695 g (478-700 g nella sottospecie mechowi) nel maschio e di 841-852 g (650-815 g nella sottospecie mechowi) nella femmina; l'apertura alare è di 86-104 cm.

### Aspetto
L'astore canoro scuro è un rapace dalla costituzione tozza, spesso ben visibile mentre sta appollaiato sulle lunghe zampe di colore rosso-arancio. La testa, il petto e le parti superiori sono essenzialmente di colore grigio scuro, mentre l'addome, le cosce e il groppone sono tutti finemente barrati di nero su bianco. Le primarie delle ali sono nere, e la coda è in gran parte barrata di bianco e nero. Come le zampe, la zona di pelle nuda alla base del becco, chiamata cera, è rosso-arancio. La femmina è, in media, più grande del maschio, ma per il resto i due sessi sono molto simili nell'aspetto, mentre i giovani tendono ad avere un piumaggio dai toni più brunastri. Vengono riconosciute quattro sottospecie che occupano parti differenti dell'areale della specie e presentano leggere differenze in termini di dimensioni e aspetto.

## Biologia

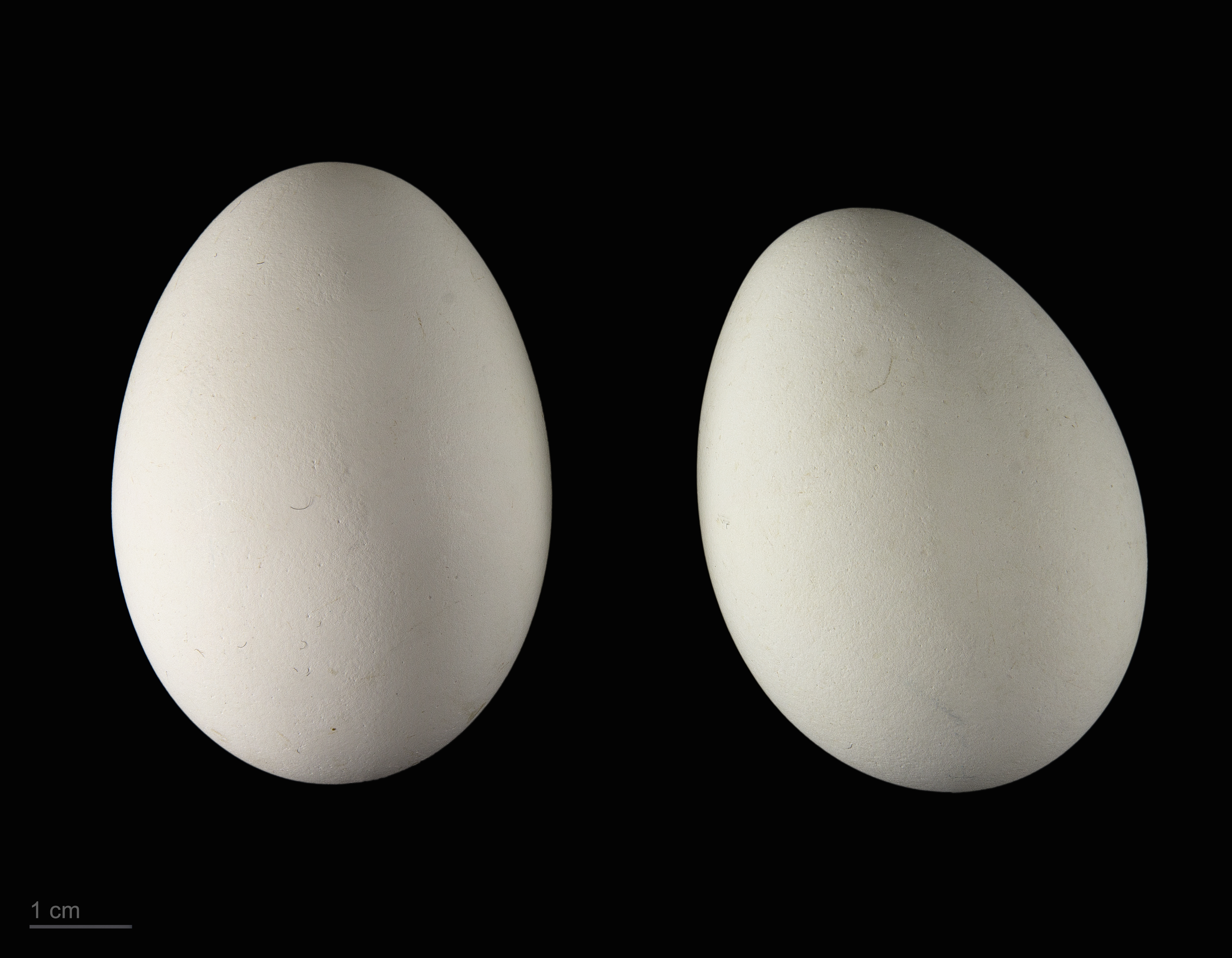
Melierax metabates

L'astore canoro scuro si nutre principalmente di roditori, uccelli e rettili, ma cattura anche rane e insetti e non disdegna le carogne. Normalmente caccia a partire dal suo posatoio, trascorrendo lunghi periodi di tempo a scrutare attentamente i dintorni prima di piombare giù per catturare le prede a terra. Occasionalmente si lancia in inseguimenti aerei ad alta velocità al fine di prendere in volo gli uccelli. Inoltre, questo astore è stato visto talvolta seguire bucorvi e tassi del miele in cerca di cibo per catturare le prede che fuggono al loro passaggio.
Sebbene nella maggior parte del suo areale sia una specie sedentaria, alcune popolazioni dell'Africa occidentale sono in parte nomadi durante la stagione secca. Durante la stagione della riproduzione, i cui tempi variano da regione a regione, l'astore canoro scuro diventa molto rumoroso, e le coppie cantano melodiosamente dalle cime degli alberi prima di nidificare. Una o due uova vengono covate per circa 30 giorni in un nido di bastoncini costruito su una bassa biforcazione nella fitta boscaglia. I giovani prendono il volo tra 36 e 50 giorni, ma i loro richiami molto rumorosi si odono ancora nell'area del nido per altri cinque mesi.

## Distribuzione e habitat
L'areale dell'astore canoro scuro comprende buona parte dell'Africa subsahariana dal Senegal al Sudan e all'Etiopia occidentale, mentre a sud si spinge fino al Sudafrica nord-orientale, fatta eccezione per le regioni aride e ricoperte da foreste. Inoltre la specie è presente anche nella parte sud-occidentale della penisola arabica e nel Marocco sud-occidentale. L'astore canoro scuro si incontra in genere nelle boscaglie aperte di latifoglie e nelle savane boscose.

## Tassonomia
Ne vengono riconosciute quattro sottospecie:
- M. m. theresae R. Meinertzhagen, 1939, endemica del Marocco sud-occidentale;
- M. m. ignoscens Friedmann, 1928, endemica della parte sud-occidentale della penisola arabica;
- M. m. metabates Heuglin, 1861, diffusa dal Senegambia fino a Eritrea ed Etiopia a est e alla Repubblica Democratica del Congo nord-orientale e alla Tanzania settentrionale a sud;
- M. m. mechowi Cabanis, 1882, diffusa dall'Angola alla Tanzania meridionale a est e alla Namibia settentrionale e al Sudafrica nord-orientale a sud.

## Conservazione
Nella maggior parte del suo areale l'astore canoro scuro è diffuso e comune e non è pertanto minacciato a livello globale. Tuttavia, alcune popolazioni isolate, come quelle che vivono in Marocco e nella penisola arabica, sono estremamente vulnerabili alla distruzione delle boscaglie. In particolare la sottospecie M. m. theresae, confinata al Marocco, si ritiene prossima all'estinzione a causa della deforestazione e degli abbattimenti da parte dell'uomo.